# Jupiter Stators tempel
Jupiter Stators tempel var ett antikt tempel beläget på Forum Romanum i Rom. Det man tror är rester av templets grund kan beskådas i närheten av Titusbågen.
Enligt legenden uppförde Romulus ett altare på platsen. År 294 f.Kr. lovade Marcus Atilius Regulus i samband med att ett till synes hopplöst slag vanns att uppföra ett tempel. Han lät konstruera en tempelbyggnad, aedes, på platsen för det gamla altaret.

### Webbkällor
- Temple of Jupiter Stator